# Пепеляева, Лиана Витальевна
Лиана Витальевна Пепеляева (9 декабря 1965, Новосибирск) — российский государственный деятель, депутат Государственной Думы Российской Федерации четвёртого и пятого созывов от партии «Единая Россия» (2003—2011). Заместитель председателя Комитета по финансовому рынку Государственной Думы V созыва. Директор Департамента регионального развития Правительства Российской Федерации (2012—2020) .С августа 2020 года — советник Заместителя Председателя Правления Сбера Б. И. Златкис. Заслуженный юрист Российской Федерации.

## Биография
Первое высшее образование (юридическое) получила в Томском государственном университете им. В. В. Куйбышева (Новосибирский филиал) (диплом с отличием). Второе высшее образование (экономическое) получила в 1996 году в Новосибирской государственной академии экономики и управления. Кандидат экономических наук.
Адвокат с 1988 года. С 1988 по 1998 год работала в юридической консультации Новосибирского района.
В 1998 году была назначена заведующей юридической консультацией «Сибирская юридическая контора». В 2003 году стала председателем Коллегии адвокатов «Сибирская юридическая контора» Новосибирской области.
Активно участвовала в общественно-политической жизни. В декабре 1996 года была избрана депутатом Новосибирского городского Совета депутатов по избирательному округу № 1 Дзержинского района города Новосибирска (осуществляла полномочия на общественной основе). В августе 2001 года переизбрана на выборах в горсовет Новосибирска при поддержке местного отделения партии «Яблоко». Входила в состав постоянных депутатских комиссий по вопросам местного самоуправления, общественной безопасности и взаимодействию со средствами массовой информации и по проблемам городского хозяйства, градостроительства и земельных отношений.
В 1999 в порядке самовыдвижения при поддержке «Яблока» баллотировалась в Государственную думу III созыва по Искитимскому одномандатному округу, выборы проиграла, набрав 32945 голосов (9,55 %).
В декабре 2003 года была избрана депутатом Государственной Думы четвёртого созыва по общефедеральному избирательному округу. В декабре 2007 года вошла в состав Государственной Думы пятого созыва по списку ВПП «Единая Россия». В парламенте представляла интересы жителей Новосибирской области.
В течение многих лет предоставляла юридические консультации на страницах газеты «Наш адвокат», ряда районных газет, которые распространяются на территории Новосибирской области.
Организовывала бесплатную юридическую консультацию для населения, которая действовала с 1997 по 2011 год параллельно с личным депутатским приемом. Бесплатные консультации работали в районах области и г. Новосибирска.
С июня 2012 г. по апрель 2020 года работала в должности Директора Департамента регионального развития в Аппарате Правительства Российской Федерации.
Присвоен классный чин действительный государственный советник Российской Федерации 1 класса.
С мая по август 2020 года работала вице-президентом по взаимодействию с органами государственной власти ООО УК «РФП Групп».

## Награды
За добросовестный труд, законодательную и правозащитную деятельность, активное участие в общественной жизни удостоена государственных наград Российской Федерации: награждена медалью ордена «За заслуги перед Отечеством II степени», присвоено звание «Заслуженный юрист Российской Федерации».
Медаль «За заслуги перед Республикой Карелия» (8 июня 2020) — за заслуги перед Республикой Карелия и её жителями, большой вклад в социально-экономическое развитие республики и активную работу в составе Государственной комиссии по подготовке к празднованию 100-летия образования Республикой Карелия
Награждена Почётной Грамотой Правительства Российской Федерации, медалью «Столыпина П. А. II степени»
Неоднократно награждена Благодарственными письмами Президента Российской Федерации, Председателя Правительства Российской Федерации, Председателя Государственной Думы Российской Федерации.
Награждена медалью Совета Безопасности Российской Федерации «За заслуги в обеспечении национальной безопасности».
Почётный адвокат России.